# Gillian Florence
Pas d'image ? Cliquez ici

a Compétitions nationales et continentales officielles uniquement.

b Matchs officiels uniquement.
Gillian Florence est une joueuse canadienne de rugby à XV, née le 30 avril 1975, de 1,63 m pour 75 kg, occupant le poste de Troisième ligne aile au Ste Anne de Bellevue RFC.

## Biographie
Gillian Florence représente l'équipe du Canada entre 1994 et 2011, disputant cinq Coupes du monde

## Palmarès
- Participations à la Coupe du monde féminine de rugby à XV 1994, 1998, 2002, 2006, 2010.
- 4e place à la Coupe du monde féminine de rugby à XV 1998, 2006.